# Dieter Runkel
Dieter Runkel, né le 21 décembre 1966 à Obergösgen, est un coureur cycliste suisse, spécialisé dans le cyclo-cross. Il a été champion du monde de cyclo-cross en 1995 à Eschenbach (Suisse). Il a également été champion de Suisse de cyclo-cross à trois reprises, en 1992, 1995 et 1996.

## Palmarès en cyclo-cross
- 1983-1984
  -  Champion de Suisse de cyclo-cross juniors
  - 7e du championnat du monde de cyclo-cross juniors
- 1986-1987
  - 3e du championnat de Suisse de cyclo-cross
- 1987-1988
  - 7e du championnat du monde de cyclo-cross amateurs
- 1988-1990
  - 9e du championnat du monde de cyclo-cross amateurs
- 1991-1992
  -  Champion de Suisse de cyclo-cross
  -  Médaillé d'argent du championnat du monde de cyclo-cross amateurs
- 1994-1995
  -  Champion du monde de cyclo-cross
  -  Champion de Suisse de cyclo-cross
- 1995-1996
  -  Champion de Suisse de cyclo-cross
  - Coupe du monde #4, Prague
  - 4e de la Coupe du monde
  - 7e du championnat du monde de cyclo-cross
- 1996-1997
  - 2e du championnat de Suisse de cyclo-cross
  - 8e de la Coupe du monde
  - 9e du championnat du monde de cyclo-cross
- 1997-1998
  - Coupe du monde #2, Prague
  - 2e du championnat de Suisse de cyclo-cross
  - 5e de la Coupe du monde
  - 7e du championnat du monde de cyclo-cross
- 1998-1999
  - 3e du championnat de Suisse de cyclo-cross

## Palmarès sur route
- 1992
  - Grand Prix Guillaume Tell :
    - Classement général
    - 3e étape

  - Une étape du Tour du Gévaudan
  - 2e du Tour du Gévaudan
- 1995
  - Coire-Arosa

## Résultats sur les grands tours

### Tour de France
1 participation
- 1993 : 131e